# برایان هالیسی
برایان هالیسی (به انگلیسی: Brian Hallisay) (زاده ۳۱ اکتبر ۱۹۷۸) بازیگر آمریکایی است.
از فیلم‌های معروف او می‌توان به بازی در مجموعه تلویزیونی انتقام اشاره کرد.